# Кузьмин, Василий Фёдорович
Василий Фёдорович Кузьми́н (1907—1943) — башенный стрелок танка 183-й танковой бригады 10-го танкового корпуса 40-й армии Воронежского фронта, сержант, Герой Советского Союза.

## Биография
Родился в 1907 году в городе Стерлитамаке в семье рабочего.
Образование неполное среднее. Работал на станции «Уфа» бригадиром поезда, на строительстве Крекингзавода, табельщиком 2-го участка Уфимского нефтеперерабатывающего завода. С 1940 года трудился в городе Баку.
Воевал на фронтах Великой Отечественной войны с 1941 года. Сержант Кузьмин В. Ф. отличился 24 сентября 1943 года при форсировании реки Днепр.
Погиб в одном из боёв 12 октября 1943 года. Похоронен в посёлке Ржищев Кагарлыкского района Киевской области.

## Подвиг
«Участник Великой Отечественной войны с 1941. Башенный стрелок танка 183-й танковой бригады (10-й танковый корпус, 40-я армия, Воронежский фронт) сержант Кузьмин в составе экипажа 24 сентября 1943 года преодолел реку Днепр у хутора Монастырёк (ныне посёлок Ржищев Кагарлыкского района Киевской области Украины). В боях на плацдарме уничтожил несколько огневых точек и много живой силы врага».
Указом Президиума Верховного Совета СССР от 23 октября 1943 года «за образцовое выполнение заданий командования и проявленные мужество и героизм в боях с немецко-фашистскими захватчиками» сержанту Кузьмину Василию Фёдоровичу посмертно присвоено звание Героя Советского Союза.

## Память
На здании средней школы № 18 г. Стерлитамака установлена мемориальная доска с барельефом Героя.
9 мая 2005 года в сквере имени Г. К. Жукова города Стерлитамака состоялось торжественное открытие бюста Героя Советского Союза В. Ф. Кузьмина.
Улица имени Героя Советского Союза Василия Фёдоровича Кузьмина находится микрорайоне «Солнечный» города Стерлитамака .

## Награды
- Медаль «Золотая Звезда» Героя Советского Союза (23.10.1943)[2].
- Орден Ленина.
- Медаль «За отвагу» (10.10.1943)[4].